# Екістика
Екі́стика (англ. Ekistics < дав.-гр. οἶκος — будинок, житло) — теорія формування та еволюції людських поселень, запропонована грецьким архітектором-містобудівником  К. Доксиадісом в 1950-60-х. Екістика вивчала способи створення поселень, оптимально облаштованих у сенсі планувальної архітектури.
Екістика стверджує, що міста розвиваються, проходячи чотири етапи:
1. Динаполіс — моноцентричне місто, зазвичай розвивається в просторі в одному напрямку
2. Динаметрополіс — розвиток декількох дінаполісів в різних напрямках
3. Динамегалополіс — місто-гігант
4. Екуменополіс (ойкуменаполіс) — гіпотетичне всесвітнє місто майбутнього, досконала форма розселення людей. Екуменополіс включатиме всі території з досить високою щільністю населення (від 50 осіб на км²), в ньому буде жити більшість населення Землі. Решта будуть жити в ізольованих поселеннях там, де природні умови будуть не настільки сприятливі.

Екістика пропонує комплексний підхід до містобудування, однак має декілька недоліків, головний з яких полягає в тому, що вона не бере до уваги суспільно-економічні фактори (наприклад, географію виробництва), що впливають на розселення людей. Розселення в рамках цієї теорії розглядається як процес, незалежний від зовнішніх обставин.

## Екістичні одиниці
- окрема людина — 1
- кімната — 2
- дім — 5
- група будинків (хутір) — 40
- маленьке село (сільце) — 250
- село — 1500
- маленький поліс (містечко) — 10000
- поліс (місто) — 75000
- маленький метрополіс — 500000
- метрополіс — 4 млн
- маленький мегаполіс — 25 млн
- мегаполіс — 150 млн
- маленький епорополіс — 750 млн
- епорополіс — 7500 млн
- екименополіс — 50000 млн